# Université Strasbourg-II
L'université Marc Bloch (nom officiel : Strasbourg-II) est une université créée en 1970, et appelée université des sciences humaines de Strasbourg (USHS) jusqu'en 1999. Elle a fusionné avec les deux autres universités strasbourgeoises, l'université Louis-Pasteur et l'université Robert-Schuman pour former l'université de Strasbourg, le 1er janvier 2009.

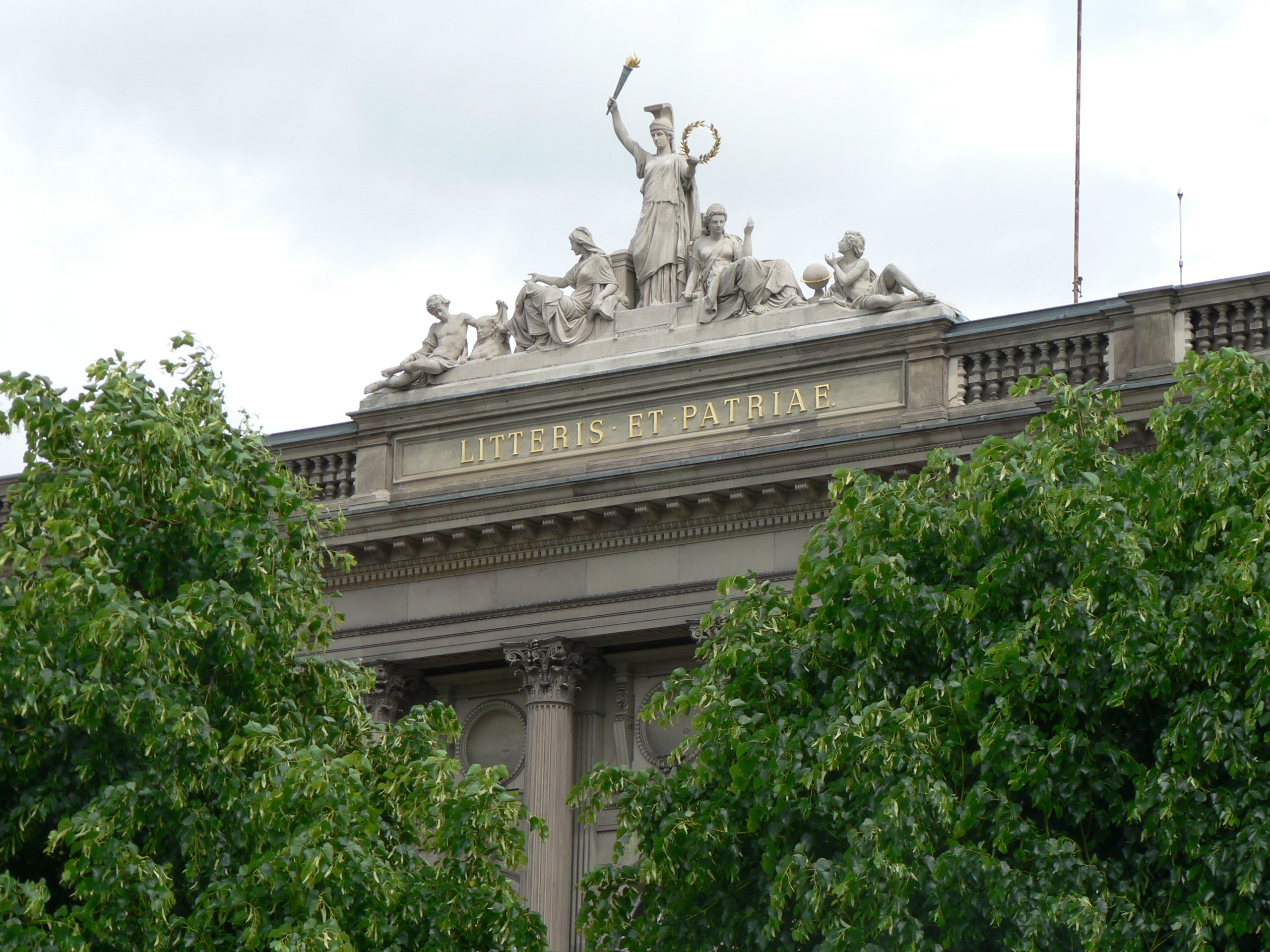

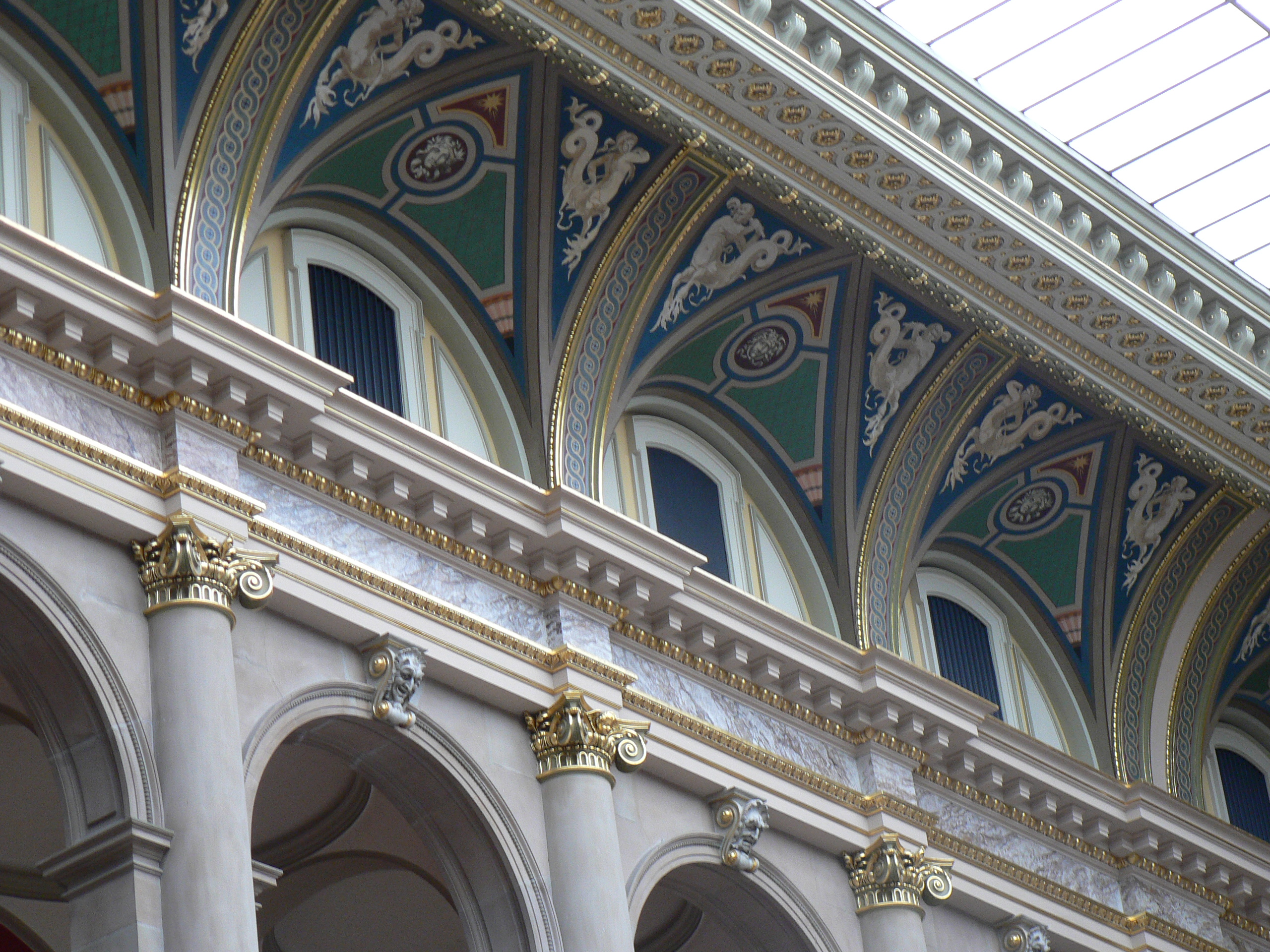

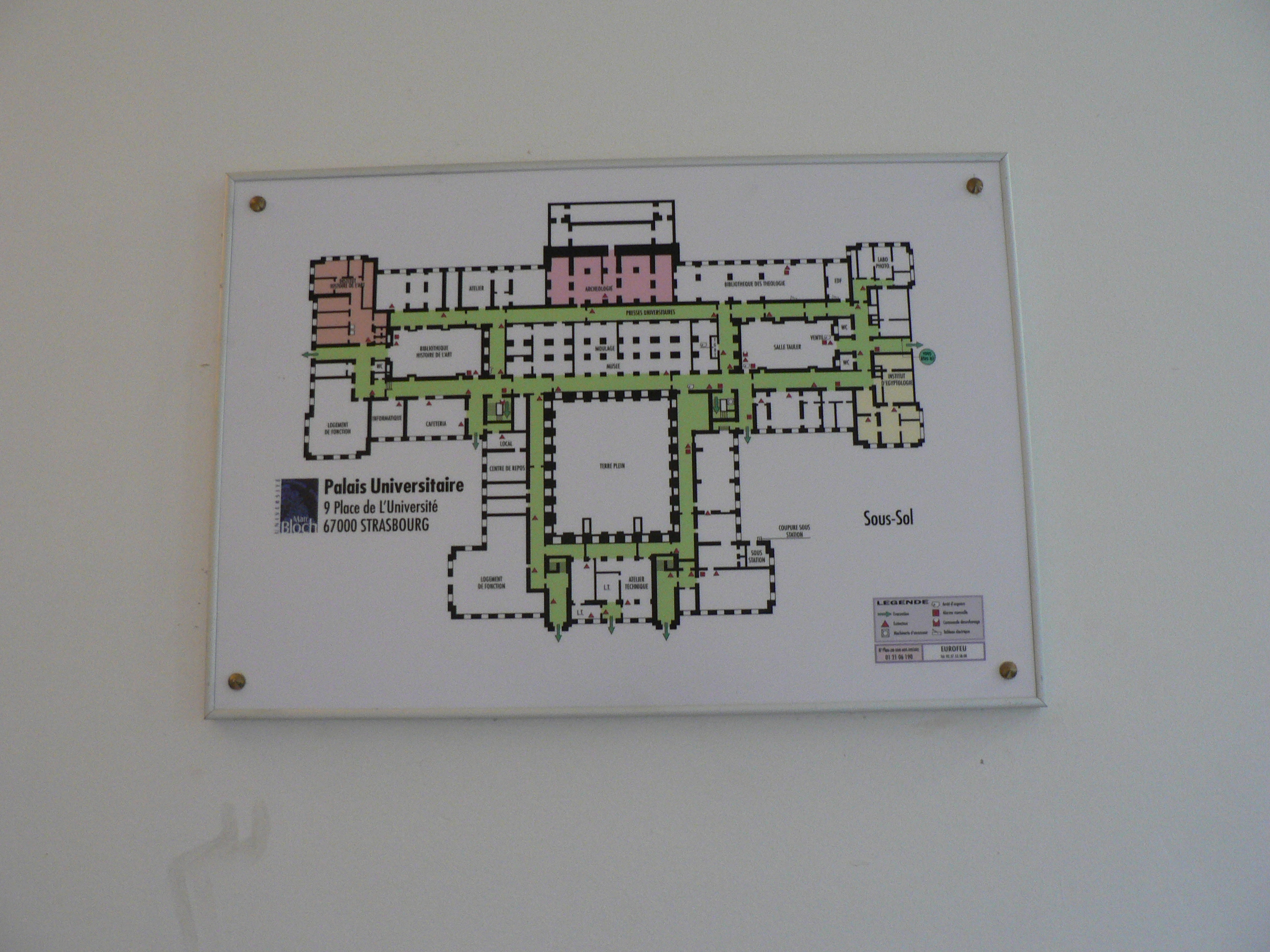
Plan du Palais universitaire.

## Histoire

### Présidents de l'université
| Identité                               | Période | Période | Durée |
| Identité                               | Début   | Fin     | Durée |
| -------------------------------------- | ------- | ------- | ----- |
| Étienne Trocmé (1924 - 2002)           | 1973    | 1978    | 5 ans |
| Lucien Braun (1923 - 2020)             | 1978    | 1983    | 5 ans |
| Étienne Trocmé (1924 - 2002)           | 1983    | 1988    | 5 ans |
| Claude Régnier (d)                     | 1988    | 1993    | 5 ans |
| Albert Hamm (d)                        | 1993    | 1998    | 5 ans |
| Daniel Payot (d), (né en 1952)         | 1998    | 2002    | 4 ans |
| François-Xavier Cuche (d) (né en 1943) | 2002    | 2007    | 5 ans |
| Bernard Michon (d)                     | 2007    |         |       |

## Composantes
L'université comprenait dix composantes :
- Arts
- Sciences historiques
- Lettres
- Langues
- Langues et sciences humaines appliquées (LSHA)
- Philosophie - sciences du langage (PLISE)
- Sciences sociales
- Sciences du sport (STAPS)
- Faculté de théologie catholique de Strasbourg
- Faculté de théologie protestante de Strasbourg

La géographie et les sciences économiques étaient rattachées à l'université Louis-Pasteur (Strasbourg-I).

## Localisation
La majeure partie de l'université était située sur le campus central de Strasbourg.
L'administration, les UFR de sociologie, de langues et de LSHA se situent au Patio.
Les UFR de lettres, arts, sciences du sport et philosophie - sciences du langage se situent au Portique.
Les UFR de sciences historiques, théologie catholique et théologie protestante se trouvent au Palais universitaire.
L'université compte aussi d'autres bâtiments : le Pangloss et le Préfa, ainsi que deux bâtiments qu'elle partage avec l'université Robert-Schuman : le Platane et l'amphi Athéna.

## Vie étudiante

### Évolution démographique
Évolution démographique de la population universitaire 

| 2000   | 2001   | 2002   | 2003   | 2004   | 2005   | 2006   | 2007   |
| ------ | ------ | ------ | ------ | ------ | ------ | ------ | ------ |
| 13 206 | 12 582 | 12 750 | 13 373 | 13 086 | 12 390 | 11 981 | 11 341 |

## Sources
1. ↑  Décret n° 2008-787 du 18 août 2008 portant création de l'université de Strasbourg
2. 1 2 3  Jérôme Fenoglio, Le Monde (journal quotidien), Société éditrice du Monde, Paris, consulté le 23 avril 2024.
3. ↑  Jérôme Fenoglio, Le Monde (journal quotidien), Société éditrice du Monde, Paris, consulté le 23 avril 2024.
4. ↑  Jérôme Fenoglio, Le Monde (journal quotidien), Société éditrice du Monde, Paris, consulté le 23 avril 2024.
5. ↑  « https://www.aefinfo.fr/depeche/435426 »
6. ↑  Jérôme Fenoglio, Le Monde (journal quotidien), Société éditrice du Monde, Paris, consulté le 23 avril 2024.
7. ↑  « https://www.aefinfo.fr/depeche/384406-bernard-michon-elu-president-de-luniversite-strasbourg-ii-marc-bloch »
8. ↑  Jean-Richard Cytermann, Repères et références statistiques sur les enseignements, la formation et la recherche, édition 2001, Imprimerie nationale, p. 161,  (ISBN 2-11-092136-6), consulté sur www.education.gouv.fr le 10 août 2010
9. ↑  Jean-Richard Cytermann, Repères et références statistiques sur les enseignements, la formation et la recherche, édition 2002, Imprimerie nationale, p. 159,  (ISBN 2-11-092152-8), consulté sur www.education.gouv.fr le 10 août 2010
10. ↑  Claudine Peretti, Repères et références statistiques sur les enseignements, la formation et la recherche, édition 2003, Imprimerie nationale, p. 155,  (ISBN 2-11-093455-7), consulté sur www.education.gouv.fr le 10 août 2010
11. ↑  Claudine Peretti, Repères et références statistiques sur les enseignements, la formation et la recherche, édition 2004, Imprimerie nationale, p. 159,  (ISBN 2-11-094345-9), consulté sur www.education.gouv.fr le 10 août 2010
12. ↑  Claudine Peretti, Repères et références statistiques sur les enseignements, la formation et la recherche, édition 2005, Imprimerie nationale, p. 175,  (ISBN 2-11-095390 X), consulté sur www.education.gouv.fr le 10 août 2010
13. ↑  Repères et références statistiques sur les enseignements, la formation et la recherche, édition 2006, Imprimerie nationale, p. 179, consulté sur www.education.gouv.fr le 10 août 2010
14. ↑  Repères et références statistiques sur les enseignements, la formation et la recherche, édition 2007, Imprimerie nationale, p. 181, consulté sur www.education.gouv.fr le 10 août 2010
15. ↑  Repères et références statistiques sur les enseignements, la formation et la recherche, édition 2008, Imprimerie nationale, p. 173, consulté sur www.education.gouv.fr le 10 août 2010